# 40 Glocc
40 Glocc de son vrai nom Lawrence White, né le 16 décembre 1974 à Galveston, dans le Texas, est un rappeur et acteur américain. Il est un ancien membre du label Infamous Records et de G-Unit Records,. Il est également membre de G-Unit West.

## Biographie

### Enfance
Lawrence White est né le 16 décembre 1974 à Galveston, dans le Texas. À 10 ans en 1984, il emménage avec sa mère dans plusieurs lieux de la Californie, jusqu'à s'installer définitivement dans le quartier d'Inland Empire, dans la ville de Colton, également surnommé The Zoo. Il se lance dans le rap avec des amis et enregistre au sein de son groupe Zoo Crew 1997 leur premier album, Migrate, Adapt or Die, publié en 1997 et produit par Tony G et Julio G (en).

### Carrière musicale
40 Glocc négocie un contrat avec Empire Musicwerks, distribué par BMG. C'est à travers ce contrat qu'il enregistre la chanson solo The Jakal, qui fait notamment participer Bad Azz, Ras Kass, Kurupt, et Mac Minister ; et des producteurs comme Battlecat et Dr. Dre. Après l'album, il décide de se séparer d'Empire Music.
Son manager s'occupait aussi de Mobb Deep, par la suite signé au label G-Unit Records,. 40 Glocc se joint au label, Infamous Records, sous l'empreinte G-Unit,.
40 Glocc travaille avec des musiciens tels que Dr Dre, The Alchemist et Havoc. Il travaille aussi au sein de son groupe, Zoo Babies, tout en faisant la promotion de son label ZooLife Ent. Il part également en tournée aux côtés de G-Unit, Mobb Deep, Ray J, et Snoop & Doggpound. Il enregistre une chanson intitulée Where the Hammers At?, le même beat qui sera repris sur la chanson de G-Unit, Rider Pt. 2. Il publie ensuite un remix de Hammers avec G-Unit et leur verset respectif de Rider Pt. 2. À la fin de 2010, 40 Glocc signe avec le rappeur Ras Kass sur son label Zoo Life. En 2011, 40 Glocc et Spider Loc publie un album commun, Graveyard Shift. L'année suivante, il publie son propre album solo après de nombreux reports de date. 40 Glocc participe aussi au documentaire Rhyme and Punishment, qui parle de la vie des rappeurs en prison.

## Discographie

### Albums studio
- 2003 : The Jakal
- 2011 : C.O.P.S: Crippin' on Public Streets[12]
- 2012 : New World Agenda

### Albums collaboratifs
- 1997 : Migrate, Adapt or Die (avec Zoo Crew)
- 2008: Charisma (avec Kool Savas sur John Bello Story 2)
- 2009 : Concrete Jungle (avec Zoo Life)
- 2011 : The Graveyard Shift (avec Spider Loc ; hosted by DJ Drama)

### Mixtapes
- 2006 : Outspoken[13]
- 2006 : Outspoken 2[14]
- 2007 : Outspoken 3 (avec DJ Whoo Kid, hosted by 50 Cent)[15]
- 2007 : That New Nigga (avec DJ Nik Bean et DJ Felli Fel)[3],[16]
- 2009 : I Am Legend (avec DJ Whoo Kid et DJ Nik Bean)[17].

## Filmographie
- 1999 : Thicker Than Water - Dog Fight Host
- 2000 : Tha Eastsidaz - propre rôle (non crédité)
- 2002 : Book of Love - Entourage Leader
- 2009 : Miss March - membre de posse #2